# Investigating Sex
Pour plus de détails, voir Fiche technique et Distribution.
Investigating Sex est une comédie dramatique germano-américaine écrite et réalisée par Alan Rudolph, sorti en 2001.

## Synopsis
Dans les années 1920, un jeune professeur invite un groupe d'amis dans son manoir pour parler scientifiquement de sexe. Il engage deux femmes sténographes pour enregistrer leurs débats.

## Fiche technique
Sauf indication contraire, les informations mentionnées dans cette section peuvent être confirmées par la base de données cinématographiques IMDb,  présente dans la section « Liens externes ».
- Titre  : Investigating Sex
- Réalisation  : Alan Rudolph
- Scénario : Alan Rudolph, d'après le livre Recherches sur la sexualité de José Pierre
- Photographie : Florian Ballhaus (en)
- Montage : John Helde
- Musique : Ulf Skogsbergh
- Directeur artistique : Adriane Stamer-Klassen
- Chef décorateur : Norbert Scherer
- Décors : Bernhard Henrich
- Costumes : Barbara Jäger
- Casting : Pam Dixon
- Producteurs : Jana Edelbaum, Frank Hübner, Nick Nolte, Alan Rudolph et Greg Shapiro
- Sociétés de distribution : Columbia Pictures
- Pays d’origine :  États-Unis |  Allemagne
- Langues originales : anglais
- Genre : Comédie dramatique
- Durée : 108 minutes
- Dates de sortie  : 
  -  États-Unis : 17 juin 2001 (Festival international du film de Seattle) / Sortie nationale : 18 avril 2002

## Distribution
- Neve Campbell : Alice
- Alan Cumming : Sevy
- Jeremy Davies : Oscar
- Julie Delpy : Chloe
- Terrence Howard : Lorenz
- John Light : Peter
- Joseph May : Roger
- Dermot Mulroney : Edgar Faldo
- Nick Nolte : Faldo
- Til Schweiger : Monty
- Robin Tunney : Zoe
- Tuesday Weld : Sasha Faldo
- Jacqueline Anderson : Linda
- Emily Bruni : Janet
- Marc Hosemann : Joey